# Carl Wilhelm Hahn
Carl Wilhelm Hahn (Weingartsgreuth, Alta Franconia, 16 de diciembre de 1786-7 de noviembre de 1836) fue un naturalista alemán.

## Biografía
Carl Hahn vivió en Núremberg y estudió las arañas en su país. Edita dos libros, que la muerte prematura, le impide completar: Monographie des Spinnen y Die Arachniden (1831 a 1838). Hahn sólo firma los cuatro primeros volúmenes de este último libro, que incluye dieciséis y será completado por Carl Ludwig Koch (1778-1857).
También publicó un atlas de las aves titulado Die Vögel aus Asien, Afrika und Neuholland Latina (1819-1836).

## Algunas publicaciones

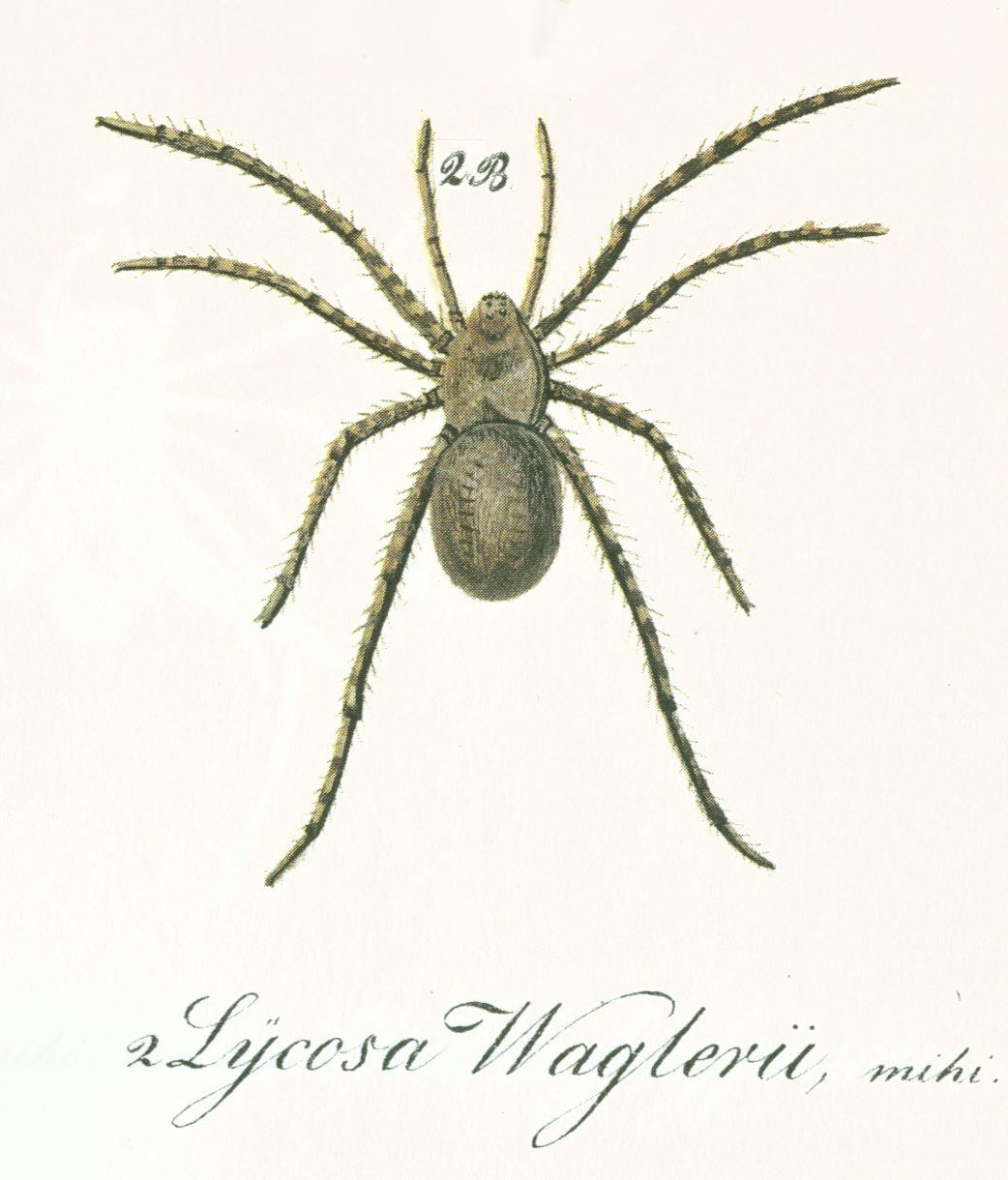
Lámina en el 3r. cuaderno de Hahn

- 1834. Die wanzenartigen Insecten. Getreu nach der Natur abgebildet und beschrieben. 2º vol. C.H. Zehschen Buchhandlung, Nuremberg. 2: 142 pp.

- Voegel(,) aus Asien, Africa, America, und Neuholland, in Abbildungen nach der Natur mit Beschreibungen. 19 installments, Lechner: Nuremberg, 1818–1836

- Monographia Aranearum – Monographie der Spinnen. 8 installments, Lechner: Nuremberg, 1820–1836

- Naturgetreue Abbildungen zur allgemeinnützigen Naturgeschichte der Thiere Bayerns. Author: Nuremberg, 1826–1828

- Icones ad monographium Cimicum Nurnberg, Lechner, 1826

- (con Jacob Ernst von Reider Fauna Boica, oder gemeinnützige Naturgeschichte der Thiere Bayerns. Zeh: Nuremberg, 1830–1835

- Die Arachniden. Getreu nach der Natur abgebildet und beschrieben. 2 vols. Zeh: Nuremberg, 1831–1834 (a partir del volumen 3º seguidos por C. L. Koch)

- Die wanzenartigen Insecten. Getreu nach der Natur abgebildet und beschrieben. 3 vols. Zeh: Nuremberg, 1831–1835 (a partir del volumen 4º seguidos por G. A. W. Herrich-Schäffer)

- Gründliche Anweisung Krustenthiere, Vielfüße, Asseln, Arachniden und Insecten aller Klassen zu sammeln, zu präpariren, aufzubewahren und zu versenden. Zeh: Nuremberg, 1834

- Ornithologischer Atlas oder naturgetreue Abbildung und Beschreibung der aussereuropäischen Vögel. 6 installments, Zeh: Nuremberg 1834–1836 (continuó H. C. Küster)

- Icones Orthopterorum. Abbildungen der hautflügeligen Insecten. 1 installment, Lechner: Nuremberg, 1835

## Abreviatura (zoología)
La abreviatura Hahn  se emplea para indicar a Carl Wilhelm Hahn como autoridad en la descripción y taxonomía en zoología.